# نيك هاك
نيك هاك (بالهولندية: Nick Hak)‏ هو لاعب كرة قدم هولندي في مركز الهجوم، ولد في 13 مايو 1997 في Maurik ‏ في هولندا. لعب مع نادي دوردريخت.

## وصلات خارجية
- نيك هاك على موقع قاعدة بيانات كرة القدم.إي يو (الإنجليزية)
- نيك هاك على موقع Soccerway.com (الإنجليزية)
- نيك هاك على موقع عالم كرة القدم.نت (الإنجليزية)